# Inez Courtney
unknown value
Inez Courtney, född 12 mars 1908 i New York, död 5 april 1975 i Neptune Township, New Jersey, var en amerikansk skådespelare. Courtney debuterade på Broadway 1919, och kom att medverka i 9 uppsättningar där fram till 1933. Hon hade stor framgång i den musikaliska pjäsen Good News som spelades från september 1927 fram till januari 1929.
Under åren 1930-1940 medverkade hon även i 58 Hollywoodfilmer.

## Filmografi, urval
- 1930 – Bright Lights
- 1930 – Sunny
- 1930 – Loose Ankles
- 1930 – Song of the Flame
- 1931 – The Hot Heiress
- 1933 – Cheating Blondes
- 1933 – Du skall bli min!
- 1934 – Jealousy
- 1935 – Du är min hela värld
- 1935 – The Affair of Susan
- 1935 – The Raven
- 1935 – Styrman Andersson går i land
- 1936 – Wedding Present
- 1936 – Suzy
- 1938 – Alla tiders semester
- 1939 – Beauty for the Asking
- 1939 – Missing Evidence
- 1940 – Ombytta roller
- 1940 – Den lilla butiken